# Arnaud Fournier
Arnaud Fournier, né en 1975 à Caen, est un claveciniste, claviériste, et compositeur français. Considérant l'interprétation, l'improvisation et la composition comme les trois piliers essentiels de la musique, il explore les cultures et les styles, du baroque à la musique électronique.

## Biographie
Arnaud Fournier entame ses études musicales au Conservatoire de Caen à l'âge de trois ans. Scolarisé en classes à horaires aménagés musique, il y apprend le violoncelle, mais aussi le piano et la trompette. Il se spécialise dans les claviers, anciens et modernes, pratiquant parallèlement la musique baroque et le jazz, et obtient quatre prix de conservatoire : solfège, clavecin, basse continue et musique de chambre. Après un cursus supérieur en jazz de cinq ans il s'installe à Paris et étudie avec le claveciniste Pierre Hantaï, bénéficiant des conseils de plusieurs grands maîtres des claviers anciens (notamment William Christie, Blandine Verlet, Élisabeth Joyé ou Françoise Lengellé).
En 1999 il est reçu premier nommé au Conservatoire national supérieur de musique et de danse de Paris dans la classe de Christophe Rousset et Kenneth Weiss. S'ensuivront des études de composition et contrepoint à la Schola Cantorum de Paris, avec Pierre Doury. 
En 2002 il est lauréat de la Fondation de France pour un projet de clavicorde électro-acoustique.
Il s'installe ensuite à Bamako pour y apprendre la musique mandingue aux côtés du joueur de kora Chérif Soumano. Après un séjour à New-York pour une série de spectacles à Broadway (Tribute to Kazuo Ohno, le maître de la danse Butô, 2007) il retourne à Paris. Il collabore dans les années qui suivent avec Hindi Zahra, Fatoumata Diawara, Djeli Moussa Condé, et fonde avec le guitariste Abdoulaye Traoré le groupe Debademba. Il devient le chef d'orchestre de Nassira Keïta, à la demande de son père Salif Keïta, dont il a assuré les premières parties (notamment à l'Olympia en 2010).
Au début des années 2010 il crée le groupe Midnight Colors, rencontre « entre nuits parisiennes et chaleur africaine »; un premier maxi sort en 2016, dont le titre Here I Am sera consacré disque d'or, suivi d'un album en 2019. 
Il participe durant cette période, comme musicien de studio, à la création de plusieurs bandes-originales pour le cinéma, pour Pierre Jolivet, Julie Gavras, Laurent Jaoui, et Laurent Dussaux.
Après 2020 il quitte Paris pour la Bretagne, où il donne de nombreux concerts de musique baroque,,.

## Discographie
- 2022 : Domenico Scarlatti, Sonatas (LP, 18h48), épinette
- 2019 : Midnight Colors, Midnight Colors (LP, 18h48), compositeur, arrangeur, claviériste, ingénieur du son
- 2016 : Midnight Colors, Back To Life (EP, 18h48), compositeur, arrangeur, claviériste, ingénieur du son
- 2014 : François Stall, L'irrespect (LP, 10h10), claviériste
- 2013 : François Stall, L'irrespect (EP, Cristal Production), claviériste
- 2010 : Debademba, Debademba (LP, Naïve - Chapa Blues Records)
- 2010 : Clelia Vega, Silent Revolution (LP, Vicious Circle), pianiste, claviériste, arrangeur
- 2003 : Uranus Bruyant, Yac'h Mat (LP, Buda Musique), arrangeur, compositeur

## Récompenses
- 2017 : Disque d'or pour le titre Here I Am (compilation Riffx by Crédit Mutuel)